# 汪海林
汪海林（1971年6月9日—），男，汉族，江西南昌人，中国编剧，中国民主同盟盟员。曾任记者，現任传播公司董事长、中国电影文学学会副会长、维权部部长；中国电视剧编剧工作委员会副会长，中国影协电影文学创作委员会委员。他创作、策划的电视剧作品超过千集。除了做编剧外，也是制片人、监制、影评人，是影视评论自媒体《四味毒叔》创始人之一。

## 生平
汪海林18岁加入江西省作家协会，成为全省最年轻的作协会员。做过儿童出版社杂志社编务、经济晚报记者。
1993年考入中央戏剧学院戏剧文学系，1997年毕业，现为21位编剧组成的喜多瑞文化传播有限公司董事长。中国电影文学学会副会长、维权部部长；中国影协电影文学创作委员会委员。
2009年，组织成立国内第一家由多位编剧为股东的影视制作公司——喜多瑞，汪海林任董事长。

## 社会活动
从2003年起，汪海林参与中国编剧维权活动，包括2004年至2006年的编剧维权声明，参与组织策划2007年香山会议，参与组织策划2008年钓鱼台山庄会议，参与组织策划2009年三个标准合同的制定以及维权大会，参与组织策划对多位编剧的著作权官司的声援和法律援助。其中，炮轰百花奖和大学生电影节不设置“最佳编剧奖”，引起很大社会反响。
琼瑶诉于正案中，汪海林是琼瑶的专家辅助人，是影视司法诉讼中第一位专家辅助人，对琼瑶胜诉起了关键作用的人物之一。
在刘和平《北平无战事》署名权纠纷中，汪海林是刘和平的专家辅助人，最后刘和平胜诉。

## 评价
汪海林多次处于舆论焦点，是率先批评“IP热”的影视人士，更是以批评“小鲜肉”演员而闻名的业内人士。是“怀念煤老板做投资人的日子”等话题的原创者，批评风格以犀利不留情面著称，并多次指名道姓，其大胆的言论风格受到广为关注。

## 电视剧
- 76集《楚汉传奇》（当时史上投资最大的国产电视剧，高希希执导，陈道明、何润东主演）
- 40集《地下地上》 编剧  获2009年五个一工程奖
- 《铁齿铜牙纪晓岚》系列第三部、第四部 编剧
- 32集《神医喜来乐》 编剧 （编剧组成员）
- 41集《卧薪尝胆》编审  获第二届韩国首尔电视节最佳长篇电视剧奖
- 36集 《一起来看流星雨》编审
- 36集《一起再看流星雨》 编审
- 22集《都是天使惹的祸》编剧
- 22集《真情告别》编剧
- 25集《家》 编剧
- 35集《吕布与貂蝉》
- 21集《坐庄》 编剧
- 23集《明星制造》 编剧
- 30集《中华小当家》 编剧
- 32集《少年宝亲王》 编剧
- 30集《龙非龙凤非凤》 编剧
- 22集《愤怒的蝴蝶》 编剧
- 26集《娱乐没有圈》编剧 监制
- 100集情景喜剧《万卷楼》总编剧 监制
- 24集《步步惊魂》编剧 监制

## 电影
- 《铜雀台》编剧
- 《说好不分手》编剧
- 《大电影之两个傻瓜的荒唐事》编剧

## 电视电影
- 《都市没有地平线》编剧
- 《我真棒》编剧
- 《合同婚姻》编剧

## 话剧
- 《导弹！捣蛋！》 编剧 导演